# Carinonajna lessoniophila
Carinonajna lessoniophila is een vlokreeftensoort uit de familie van de Najnidae. De wetenschappelijke naam van de soort is voor het eerst geldig gepubliceerd in 2004 door Bousfield & Marcoux.